# Gmina Uście Gorlickie
Die Gmina Uście Gorlickie (früher Gmina Uście Ruskie) ist eine Landgemeinde im Powiat Gorlicki der Woiwodschaft Kleinpolen in Polen. Ihr Sitz ist das gleichnamige Dorf mit 1172 Einwohnern (2016).
Nach der Statistik der Volkszählung von 2002 sind 11,63 % der Gemeindebevölkerung Lemken, die größte Prozentzahl in Polen.

## Geographie
Der Gemeinde liegt in den Niederen Beskiden im sogenannten Lemkenland. Zu den Gewässern gehört die Zdynia, die in die Ropa mündet, deswegen der Name Uście (polnisch für Mündung).

## Gliederung
Zur Landgemeinde (gmina wiejska) Uście Gorlickie gehören folgende 19 Dörfer mit einem Schulzenamt:
Banica
Brunary (Brunary Niżne, Brunary Wyżne)
Czarna
Gładyszów
Hańczowa
Izby
Konieczna
Kunkowa
Kwiatoń
Nowica
Regietów
Ropki
Skwirtne
Smerekowiec
Stawisza
Śnietnica
Uście Gorlickie
Wysowa-Zdrój
Zdynia
Weitere Ortschaften der Gemeinde sind Blechnarka, Huta Wysowska, Leszczyny, Oderne und Przysłup.